# Barnwell (Alberta)
Barnwell es un pueblo canadiense situado en la provincia de Alberta.

## Superficie
Barnwell tiene una superficie de 1,5 km².

## Demografía
En 2021, tenía 978 habitantes, una densidad poblacional de 651,4 hab./km², y 264 viviendas.